# 袁如凱
袁如凱，字升庭，贵州修文人，清朝政治人物、同進士出身。
嘉慶十六年（1811年）辛未科進士，三甲二十六名，官廣西懷集縣知縣。著有《水仙石泐合傳》。